# Jaakko Nousiainen
Jaakko Ilmari Nousiainen, född 20 december 1931 i Pälkjärvi, död 24 mars 2022 i Åbo, var en finländsk statsvetare.
Nousiainen blev politices doktor 1956 på en avhandling om kommunismen i Kuopio län. Han var 1963–1993 professor i allmän statslära vid Åbo universitet och dess kansler 1994–1997; forskarprofessor 1994–1997. Utom ovannämnda arbete har han publicerat bland annat det mycket lästa översiktsverket Finlands politiska system, som utkom på finska 1959 och senare översattes till svenska (1965) och engelska (1971). Han har därtill intresserat sig bland annat för parlamentarismen och det politiska beslutsfattandet i Finland och Västeuropa, vilket resulterat i Suomen presidentit valtiollisina johtajina (1985), Politiikan huipulla: ministerit ja ministeristöt Suomen parlamentaarisessa järjestelmässä (1992), med flera arbeten. 
År 1974 utnämndes han till ledamot av Finska Vetenskapsakademien.

### Uppslagsverk
- Nousiainen, Jaakko i Uppslagsverket Finland (webbupplaga, 2012). CC-BY-SA 4.0